# پوزولان
پوزولان (به انگلیسی: Pozzolan) گونه‌ای خاکستر آتشفشانی ریزدانه‌است که در ساخت بتن کاربرد دارد.
پوزولان‌ها عبارتند از مواد سیلیسی، یا سیلیسی-آلومینی که خود به تنهایی فاقد ارزش چسبانندگی بوده یا دارای ارزش چسبانندگی کم هستند، اما به شکل بسیار ریز در مجاورت رطوبت طی واکنش شیمیایی با کلسیم هیدروکسید در دمای معمولی ترکیب‌هایی با خاصیت سیمانی به وجود می‌آورند. این واکنش را واکنش پوزولانی می نامند.
واژه پوزولان از پوزولی (به ایتالیایی: Pozzuoli) منطقه‌ای در ایتالیا گرفته شده که حدود ۲۰۰۰ سال پیش برای اولین بار پوزولان در آنجا پیدا شده‌است.
اگر چه بتن دارای پوزولان، نسبت به بتن با سیمان پرتلند آهسته تر به مقاومت اولیه می‌رسد، اما مقاومت نهایی (به انگلیسی: ultimate strength) آن، برابر یا بیشتر از مقاومت بتن با سیمان پرتلند می‌باشد.
شایان ذکر است با اختلاط بین سیمان و پوزولان نوعی سیمان آمیخته با عنوان سیمان پوزولانی تهیه می‌شود.

## سوپر پوزولان
میکروسیلیس یک سوپر پوزولان است که در صورت کاربرد درست از آن تاثیر بسیار قابل توجهی در افزایش مقاومت و دوام سازهای بتنی دارد. میکروسیلیس در حرارت زایی بتن تا حد زیادی ناشی از همان مکانیزم‌هایی است که باعث افزایش دوام و مقاومت بتن می‌شود، در حقیقت خواص پرکنندگی و واکنش پوزولانی میکروسیلیس می‌تواند باعث کاهش میزان حرارت زایی بتن شود. حرارت زایی یک گرم میکروسیلیس بیشتر از یک گرم سیمان پرتلند معمولی است و در مواردی بیشتر از ۲ برابر آن خواهد بود. اما مقاومت زایی بالاتر میکروسیلیس (۲ تا حدود ۴ برابر سیمان)، امکان کاهش مقدار کل مواد سیمانی بتن جهت دستیابی به یک مقاومت مشخص را فراهم نموده و بدین شکل استفاده از میکروسیلیس می‌تواند باعث کاهش حرارت زایی بتن شود.

## سیمان پوزولان
سیمان پوزولان یا طبیعی مادهٔ اصلی این سیمان خاکسترها و پوکه‌های آتش فشانی است که سیلیس آن‌ها به علت زود سرد شدن به صورت پوک وغیر بلوری در آمده است. سیمان طبیعی از مخلوط کردن سیمان پرتلند با آهک شکفته با پوکه‌های معدنی به دست می‌آید. این سیمان‌ها در شهر رم و مناطق ایتالیابه نام (پوزولان) و در شمال اروپا به نام (تراس) نامیده می‌شود.
با مخلوط کردن نسبت وزنی ۱ به ۴ این سیمان باموادمناسب بهترین مقاومت به دست می‌آید. این سیمان هنگام هیدراته شدن حرارت کمتری آزادمی کند؛ از این رو در بتن ریزی‌های حجیم و جاهایی که بتن مورد هجوم سولفات هاست مصرف می‌شود.
طبق استاندارد ملی ایران سیمانهای پوزولانی به دسته سیمان پرتلند پوزولانی و سیمان پرتلند پوزولانی ویژه طبقه بندی می‌شوند. در سیمان پرتلند پوزولانی، ماده پوزولانی حداقل ۵٪ و حداکثر ۱۵٪ وزنی سیمان را تشکیل می‌دهد و این سیمان با نشانه پ. پ. عرضه می‌گردد. در سیمان پرتلند پوزولانی ویژه، ماده پوزولانی حداقل ۱۵٪ و حداکثر ۴۰٪ سیمان را تشکیل داده و این سیمان با نشانه پ. پ. و. عرضه می‌گردد.

## مزایا
مصرف مواد پوزولانی در بتن می‌تواند یک یا چند خاصیت مشروح زیر باشد:
- کاهش میزان مصرف سیمان
- کاهش سرعت و میزان حرارت حاصل از فرایند آب‌گیری سیمان
- بهبود کارآیی بتن
- افزایش مقاومت بتن در پایان ۲۸ روز
- افزایش پایایی بتن از طریق کاهش نفوذپذیری
- صرفه اقتصادی
- بالابردن مقاومت در برابر حمله اسیدها و قلیایی سنگدانه‌ها
- جلوگیری از ترک خوردن سطحی گسترده بتن
- کاهش بتن ریزی

## انواع
پوزولان‌ها بر دو نوعند:
۱-پوزولان‌های طبیعی خام یا تکلیس شده: خاکسترهای آتشفشانی
۲-پوزولان‌های صنعتی: خاکستر بادی (به انگلیسی: fly ash)، دوده سیلیس، سربازه کوره‌های آهن گذاری، خاکستر پوسته برنج، رس کلسینه